# 正報
《正報》，是澳門的中文日報之一。創刊於1978年11月21日，原名為《澳門體育報》，每週出版一次，後改為每週兩次，1980年轉為日報，1983年再易名為《正報》現名，社長是龔樹根，售價澳門幣2元。

## 外部連結
- 官方网站
- 正報的Facebook專頁
- 正報的X（前Twitter）
- 正報的Instagram帳戶
- 正報的Telegram